# 北海道ブギ
『北海道ブギ』（ほっかいどうブギ）は、日本のロックバンド・THE TON-UP MOTORSが2014年10月5日に発売したメジャー・デビュー・シングルである。

## 収録曲
- 作詞・作曲・編曲：上杉周大

1. 北海道ブギ (4:32)
2. 熱き炎 (5:00)
3. 虹と雪のバラード Featuring. 南壽あさ子 (3:52)
4. 北海道ブギ（カラオケ） (4:32)
5. 熱き炎（カラオケ） (5:00)
6. 虹と雪のバラード Featuring.南壽あさ子（カラオケ）(3:46)

| スタブアイコン | サブスタブ | この項目は、まだ閲覧者の調べものの参照としては役立たない、シングルに関連した書きかけの項目です。この項目を加筆・訂正などしてくださる協力者を求めています（P:音楽/PJ:楽曲）。 |